# أنتي ديلاش
أنتي ديلاش (بالكرواتية: Ante Delaš) مواليد 11 مارس 1988 في جمهورية كرواتيا الاشتراكية، هو لاعب كرة سلة كرواتي. بدأ مسيرته الاحترافية في سنة 2005. يلعب في الدوري الإيطالي لكرة السلة الدرجة الثانية. يحمل الرقم 6. يبلغ طوله 6 قدم 6.7 بوصة (2.0 م).

## المسيرة الاحترافية
لعب مع نادي سبليت لكرة السلة من سنة 2005 إلى 2010، ثم لعب مع نادي زادار لكرة السلة من سنة 2011 إلى 2013، ثم لعب مع نادي سيدفيتا لكرة السلة من سنة 2013 إلى 2015، ثم لعب مع نادي زادار لكرة السلة في موسم 2015–2016.

## روابط خارجية
- أنتي ديلاش على موقع الاتحاد الدولي لكرة السلة (الإنجليزية)
- أنتي ديلاش على موقع كرة السلة الأوروبية.كوم (الإنجليزية)
- أنتي ديلاش على موقع ريلجم (الإنجليزية)
- أنتي ديلاش على موقع بروبوليرز (الإنجليزية)
- أنتي ديلاش على موقع سبورتس رفرنس (الإنجليزية)